# Edith Buch-Duttlinger
Edith Buch-Duttlinger (* 7. Juni 1933 in Saarbrücken; † 14. Oktober 2020) war eine deutsche Künstlerin.

## Leben
Edith Buch verließ 1950 als Siebzehnjährige die Schule und nahm bei Otto Steinert ein Fotografiestudium an der Staatlichen Schule für Kunst und Handwerk in Saarbrücken auf. Sie wurde schon bald Steinerts Assistentin, und zwar genau in der Zeit, als Steinert an der Ausstellung „subjektive fotografie“ arbeitete, die 1951 in Saarbrücken eröffnet wurde. Sie selbst war mit zwei Exponaten in der Ausstellung vertreten. Nachdem sie ihr Studium mit einer Diplomarbeit zum Wiederaufbau der Saarbrücker Ludwigskirche abgeschlossen hatte, ging sie 1953 nach Paris und arbeitete dort als  freie Fotografin. Zehn Jahre später kehrte sie nach Saarbrücken zurück. Sie arbeitete nun als Industriefotografin bei einem St. Ingberter Unternehmen.

## Ausstellungen (Auswahl)

### Einzelausstellungen
- 1954, "Edith Buch – photographies, Le pont traversé", Paris

### Gruppenausstellungen
- 1951, "subjektive fotografie, Internationale Ausstellung moderner Fotografie", veranstaltet von der Fotografischen Abteilung der Staatlichen Schule für Kunst und Handwerk, Saarbrücken